# Mirosternus varicolor
Mirosternus varicolor är en skalbaggsart som beskrevs av Perkins 1910. Mirosternus varicolor ingår i släktet Mirosternus och familjen trägnagare. Inga underarter finns listade i Catalogue of Life.